# 西吕营镇
西吕营镇，原为屯庄营乡，是中华人民共和国河北省邯郸市肥乡区下辖的一个乡镇级行政单位。2021年，经河北省人民政府批准，撤销屯庄营乡，设立西吕营镇。

## 行政区划
西吕营镇下辖以下地区：
杨庄村、赵庄村、屯庄营村、北屯庄村、房庄村、南屯庄村、东吾吉村、程寨村、南河马村、西吕营村、田寨村、刘寨营村、邓庄村、孔仓堡村、贺营村、申营村、小西高村、大西高村、柴庄村、周寨村、后营村和西吾吉村。